# تزاوج رجعي
التزاوج الرجعي أو التهجين الراجع أو التهجين الرجعيأو تلقيح رجعي هو تزاوج هجين مع أحد الوالدين أو فرد مشابه وراثيًا لوالده، لتحقيق ذرية بهوية وراثية أقرب إلى هوية الوالد. يُستخدم في البستنة، وتربية الحيوانات، وإنتاج كائنات بتعطيل المورثة.
يشار إلى الهجين الرجعي أحيانًا بالاسم التاجي BC؛ على سبيل المثال، يمكن اصطلاح الهجين F1 المتزاوج مع أحد والديه (أو فرد مشابه وراثيًا) بهجين BC1، وينتج التزاوج الآخر للهجين BC1 مع نفس الوالد (أو فرد مشابه وراثيًا) هجين BC2. 